# Карино (Московская область)
Карино — деревня в Зарайском районе Московской области, центр муниципального образования сельское поселение Каринское (до 29 ноября 2006 года была центром Каринского сельского округа).
В Карине на 2016 год 3 улицы — Советская, Сельская и Кооперативная и 2 садовых товарищества, действуют сельский дом культуры, фельдшерско-акушерский пункт, отделение почтовой связи, сельская библиотека-филиал № 11, Смоленская церковь, деревня связана автобусным сообщением с райцентром и соседними населёнными пунктами .
Смоленская церковь в Карине известна с середины XVII века, в 1839 году была построена новая, кирпичная ротондальная церковь в стиле классицизм с Воскресенским приделом. Закрыта в 1930-е годы, возвращена верующим в 1999 году, памятник архитектуры местного значения.

## Население
| 2002 | 2006 | 2010 |
| ---- | ---- | ---- |
| 225  | ↘217 | ↘209 |

## География
Карино расположено в 8 км на юг от Зарайска, в устье малой реки Кузнецова, по левому берегу реки верхний Осётрик, высота центра деревни над уровнем моря — 157 м.

## История
Карино впервые упоминается в 1496 году. В 1790 году в селе числилось 60 дворов и 234 жителя, в 1858 году — 120 дворов и 647 жителей, в 1884 году — 803 жителя. В 1929 году был образован колхоз «Вперед», с 1960 года — в составе совхоза «Зарайский».